# Odontocharacidium
Genre
Odontocharacidium est un genre de poissons d'eau douce téléostéens sud-américains de la famille des Crenuchidae (ordre des Characiformes).

## Liste des espèces
Selon World Register of Marine Species (22 octobre 2023) :
- Odontocharacidium aphanes (Weitzman & Kanazawa, 1977)
- Odontocharacidium varii (Queiroz Rodrigues & Netto-Ferreira, 2020)

## Systématique
Le nom valide complet (avec auteur) de ce taxon est Odontocharacidium Buckup (d), 1993.

## Étymologie
Le nom générique, Odontocharacidium, est la combinaison de Odonto, dérivé du grec ancien ὀδούς, odoús, « dent », et de Characidium, le genre type de cette sous-famille, et fait référence à la présence de dents maxillaires pour l'espèce Odontocharacidium aphanes, seule espèce connue à la création du genre.

## Publication originale
- (en) Paulo Buckup, « Review of the characidiin fishes (Teleostei: Characiformes), with descriptions of four new genera and ten new species », Ichthyological Exploration of Freshwaters, Verlag Dr. Friedrich Pfeil (d), vol. 4, no 2,‎ juillet 1993, p. 97-154 (ISSN 0936-9902).